# Torre de Moncorvo
Torre de Moncorvo, gelegentlich auch nur Moncorvo, ist eine Kleinstadt (Vila) und ein Kreis (Concelho) in Portugal mit 2612 Einwohnern (Stand 19. April 2021). Der Kreis gehört zum Weinbaugebiet Alto Douro, das seit 2001 zum UNESCO-Welterbe gehört und die erste geschützte Weinbauregion der Welt war.

## Geschichte
1062 erhielt der Ort erste Stadtrechte (Foral), die nach der Unabhängigkeit des Königreichs Portugal von König Afonso Henriques bestätigt wurden (1140). Aufzeichnungen sprechen von ungesunden Verhältnissen, die zu massiver Abwanderung der Bewohner führte und dem benachbarten Ort Vila Velha de Santa Cruz da Vilariça Bevölkerungszuwachs und 1225 seinerseits Stadtrechte einbrachte. 1258 war Moncorvo nur ein Dorf der Gemeinde Santa Cruz da Vilariça, das seine Krankheiten bringenden Wohnverhältnisse nun jedoch überwunden hatte. 1285 übertrug König Dinis die Stadtrechte Vilariças an Moncorvo, das fortan als Torre de Moncorvo auch Sitz eines eigenständigen Kreises wurde und Befestigungsanlagen erhielt.
1512 erneuerte König Manuel I. die Stadtrechte.

## Kultur und Sehenswürdigkeiten

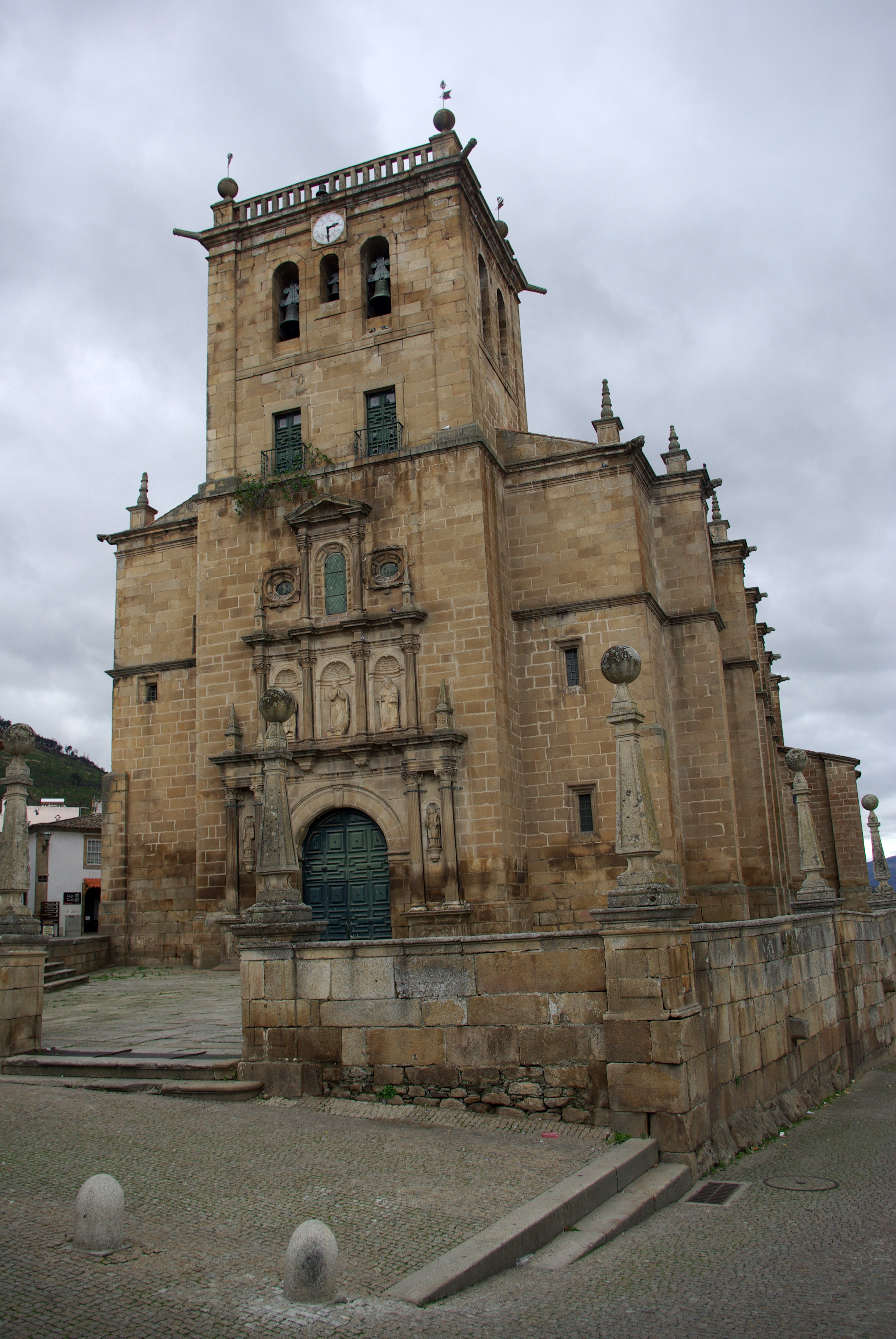
Basílica de Nossa Senhora da Assunção

Zu den Baudenkmälern des Ortes zählen eine Reihe von Herrenhäusern, steinerne Brunnenanlagen, historische öffentliche Gebäude und Sakralbauten, darunter die im 16. Jahrhundert errichtete dreischiffige Renaissancekirche Igreja Paroquial de Torre de Moncorvo (auch Igreja de Nossa Senhora da Assunção oder Hauptkirche, Igreja Matriz). 2022 wurde die Kirche zur Basilica minor erhoben.
Die Burg wurde im Laufe der Zeit immer weiter abgetragen. Zuletzt wurden 1815 große Mengen an Steinen für die Erneuerung und Erweiterung von Militäranlagen am Ort entwendet. Heute sind noch Teile der Mauern und drei Tore im Ort erhalten und stehen unter Denkmalschutz. Auch der historische Ortskern als Ganzes ist geschützt.

## Verwaltung

### Kreis
Torre de Moncorvo ist Sitz eines gleichnamigen Kreises. Die Nachbarkreise sind (im Uhrzeigersinn im Norden beginnend): Alfândega da Fé, Mogadouro, Freixo de Espada à Cinta, Vila Nova de Foz Côa, Carrazeda de Ansiães sowie Vila Flor.
Mit der Gebietsreform im September 2013 wurden mehrere Gemeinden zu neuen Gemeinden zusammengefasst, sodass sich die Zahl der Gemeinden von zuvor 17 auf 13 verringerte.
Torre de Moncorvo sorgte Mitte 2014 für landesweites Aufsehen, als die Mitglieder des Stadt- und Gemeinderats entschieden, in Zukunft auf die gegenseitige Anrede mit allenfalls vorhandenen oder angemaßten akademischen Titeln, wie beispielsweise „Senhor Doutor“, verzichten zu wollen. Solche Anreden, meist zusätzlich zur Nennung des politischen Amtes, sind in Portugal üblich und werden für Politiker häufig stillschweigend vorausgesetzt. Dies gilt als ein Erbe des faschistischen Estado Novo.
Die folgenden Gemeinden (Freguesias) liegen im Kreis Torre de Moncorvo: 

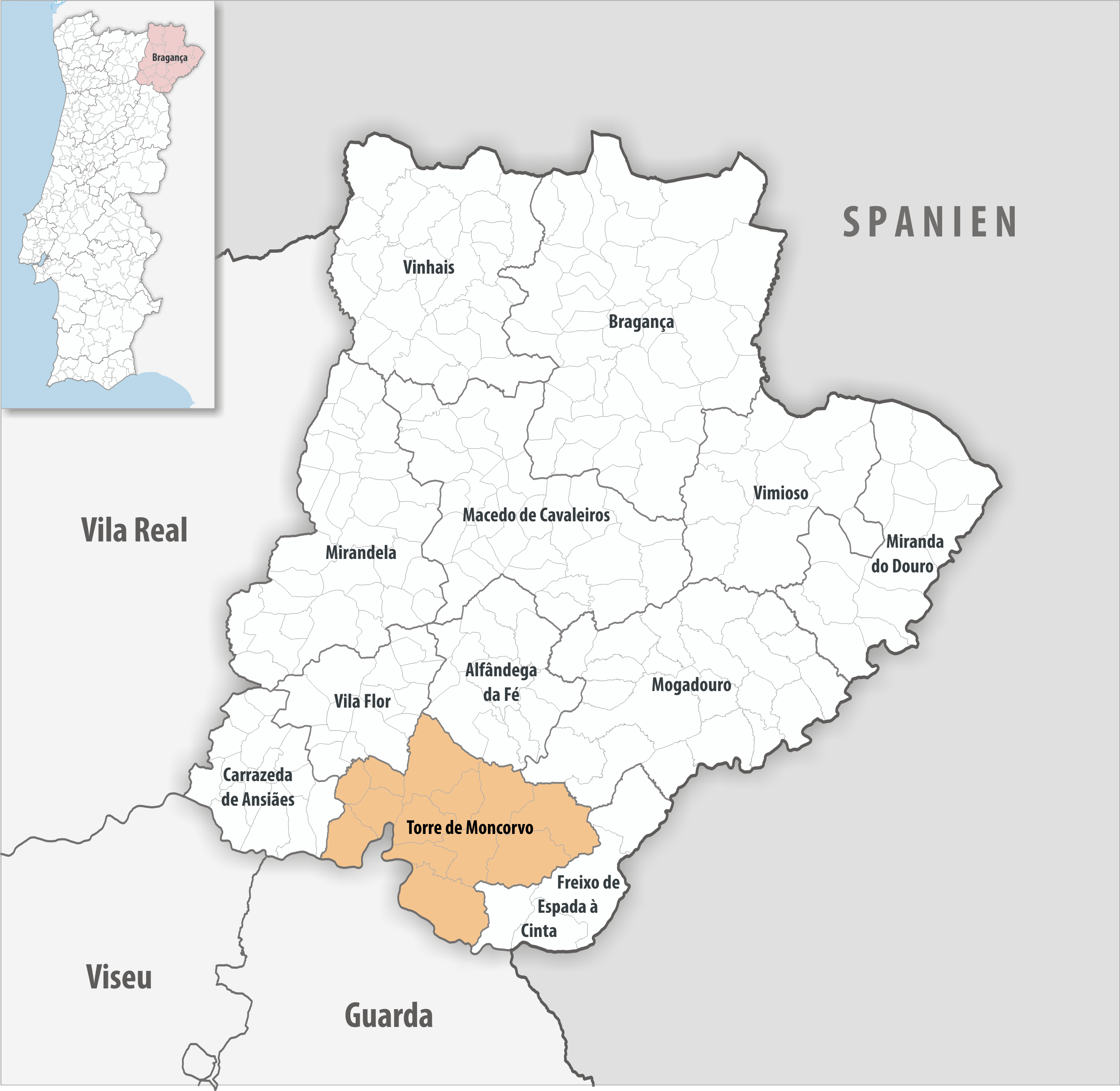
Kreis Torre de Moncorvo

| Gemeinde                       | Einwohner (2021) | Fläche km² | Dichte Einw./km² | LAU- Code |
| ------------------------------ | ---------------- | ---------- | ---------------- | --------- |
| Açoreira                       | 340              | 23,98      | 14               | 040901    |
| Adeganha e Cardanha            | 437              | 64,46      | 7                | 040918    |
| Cabeça Boa                     | 284              | 26,37      | 11               | 040903    |
| Carviçais                      | 510              | 63,00      | 8                | 040905    |
| Castedo                        | 180              | 17,94      | 10               | 040906    |
| Felgar e Souto da Velha        | 860              | 46,93      | 18               | 040919    |
| Felgueiras e Maçores           | 332              | 38,93      | 9                | 040920    |
| Horta da Vilariça              | 208              | 16,42      | 13               | 040909    |
| Larinho                        | 327              | 29,49      | 11               | 040910    |
| Lousa                          | 287              | 33,94      | 8                | 040911    |
| Mós                            | 189              | 59,13      | 3                | 040913    |
| Torre de Moncorvo              | 2.612            | 36,08      | 72               | 040916    |
| Urrós e Peredo dos Castelhanos | 260              | 74,89      | 3                | 040921    |
| Kreis Torre de Moncorvo        | 6.826            | 531,56     | 13               | 0409      |

### Bevölkerungsentwicklung
| Einwohnerzahl im Kreis Torre de Moncorvo (1801–2011) | Einwohnerzahl im Kreis Torre de Moncorvo (1801–2011) | Einwohnerzahl im Kreis Torre de Moncorvo (1801–2011) | Einwohnerzahl im Kreis Torre de Moncorvo (1801–2011) | Einwohnerzahl im Kreis Torre de Moncorvo (1801–2011) | Einwohnerzahl im Kreis Torre de Moncorvo (1801–2011) | Einwohnerzahl im Kreis Torre de Moncorvo (1801–2011) | Einwohnerzahl im Kreis Torre de Moncorvo (1801–2011) | Einwohnerzahl im Kreis Torre de Moncorvo (1801–2011) | Einwohnerzahl im Kreis Torre de Moncorvo (1801–2011) |
| ---------------------------------------------------- | ---------------------------------------------------- | ---------------------------------------------------- | ---------------------------------------------------- | ---------------------------------------------------- | ---------------------------------------------------- | ---------------------------------------------------- | ---------------------------------------------------- | ---------------------------------------------------- | ---------------------------------------------------- |
| 1801                                                 | 1849                                                 | 1900                                                 | 1930                                                 | 1960                                                 | 1981                                                 | 1991                                                 | 2001                                                 | 2011                                                 |                                                      |
| 6575                                                 | 8496                                                 | 15.701                                               | 16.155                                               | 18.741                                               | 13.674                                               | 10.969                                               | 9919                                                 | 8572                                                 |                                                      |

### Kommunaler Feiertag
- 19. März

## Söhne und Töchter der Stadt
- Miguel da Madre de Deus da Cruz (1739–1827), Bischof von São Paulo, Erzbischof von Braga
- Constantino José Marques de Sampaio e Melo (1802–1873), Florist, bekannter Produzent künstlicher Blumen im 19. Jahrhundert in Lissabon
- Júlio Máximo de Oliveira Pimentel (1809–1884), Politiker, Autor, Bürgermeister vom Lissabon, Rektor der Universität Coimbra
- Abílio Campos Monteiro (1876–1933), Arzt, Schriftsteller, Journalist und Politiker
- Afonso Praça (1939–2001), Journalist und Schriftsteller
- Dario Alves (* 1940), Maler
- Isabel Mateus (* 1969), Schriftstellerin